# Drymaria pachyphylla
Drymaria pachyphylla är en nejlikväxtart som beskrevs av Wooten och Standl. Drymaria pachyphylla ingår i släktet Drymaria och familjen nejlikväxter. Inga underarter finns listade i Catalogue of Life.